# Riksvei 41
De Riksvei 41 (Rijksweg 41) is een hoofdverbindingsweg in het zuiden van Noorwegen. De weg loopt van Kristiansand aan de kust, door het binnenland naar Kviteseid in Telemark. De totale lengte van de weg is 172,9 kilometer. In toeristische publicaties wordt de weg aangeduid als Telemarksveien.

## Route

### Agder

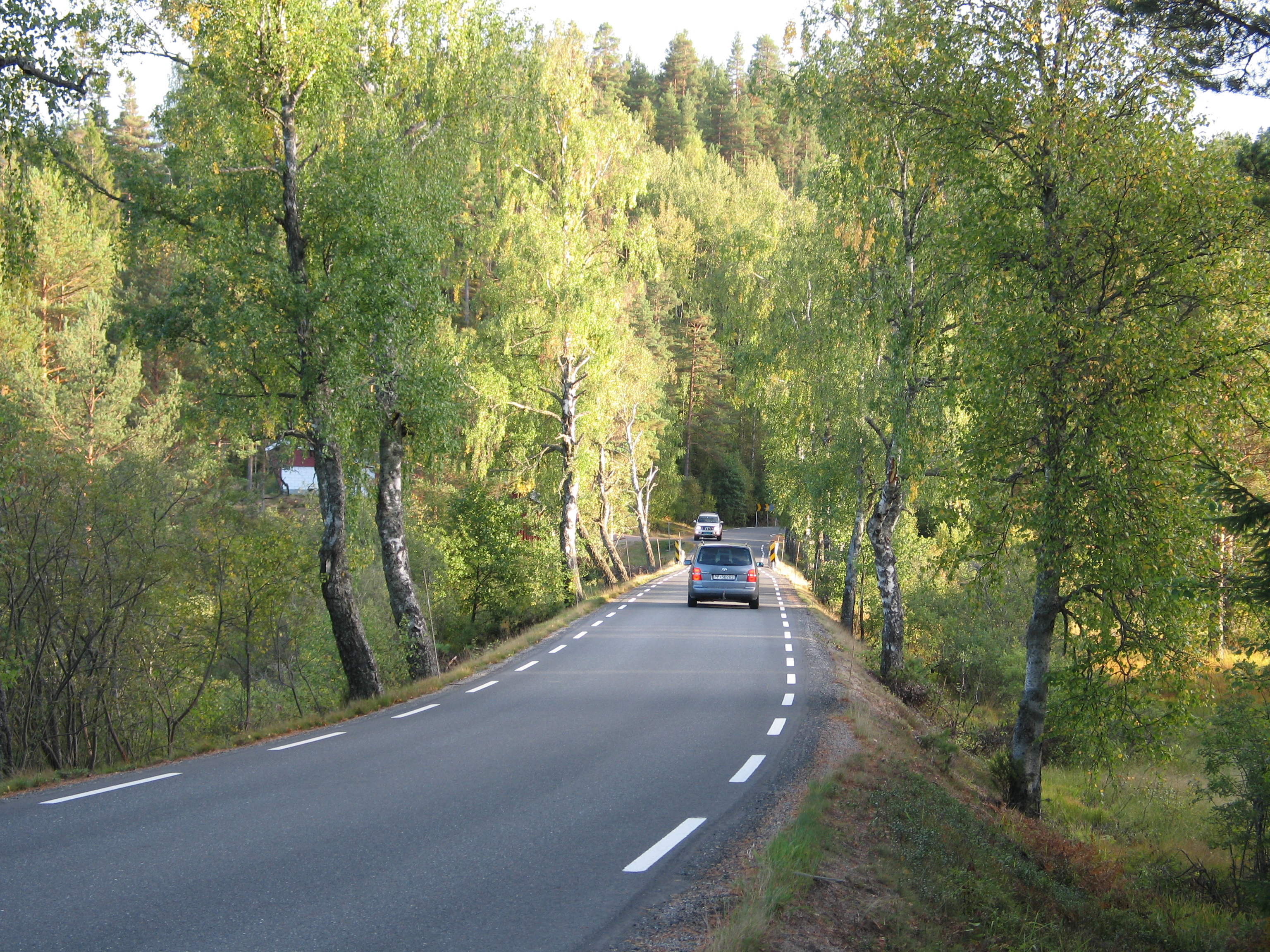
Telemarksveien in Birkenes

De weg begint vanaf de E18 bij Hånes, een wijk van Kristiansand. Langs Hamresanden en Kjevik, het vliegveld van Kristiansand, volgt de weg de Tovdalselva langs Tveit. Even ten noorden van Tveit passeert de weg de grens tussen de oude provincies  Vest-Agder en Aust-Agder. 
In het voormalige Aust-Agder loopt de weg door de gemeenten Birkenes, Froland en Åmli. In Birkeland kruist de weg Fylkesvei 402 naar Lillesand. Vanaf het station Herefoss loopt de weg parallel aan Sørlandsbanen, de spoorweg van Stavanger en Kristiansand naar Oslo. 
Direct na het station Hynnekleiv verlaat de weg het tracee van de spoorweg weer en loopt een klein stuk gelijk met Fylkesvei 42, de weg van Arendal naar Egersund. 
Bij Dølemo in de gemeente Åmli verlaat de weg de bedding van Tovdalselva. De weg loopt dan door het dorp Åmli naar Nobbesund waar de grens met Telemark wordt gepasseerd.

### Vestfold og Telemark

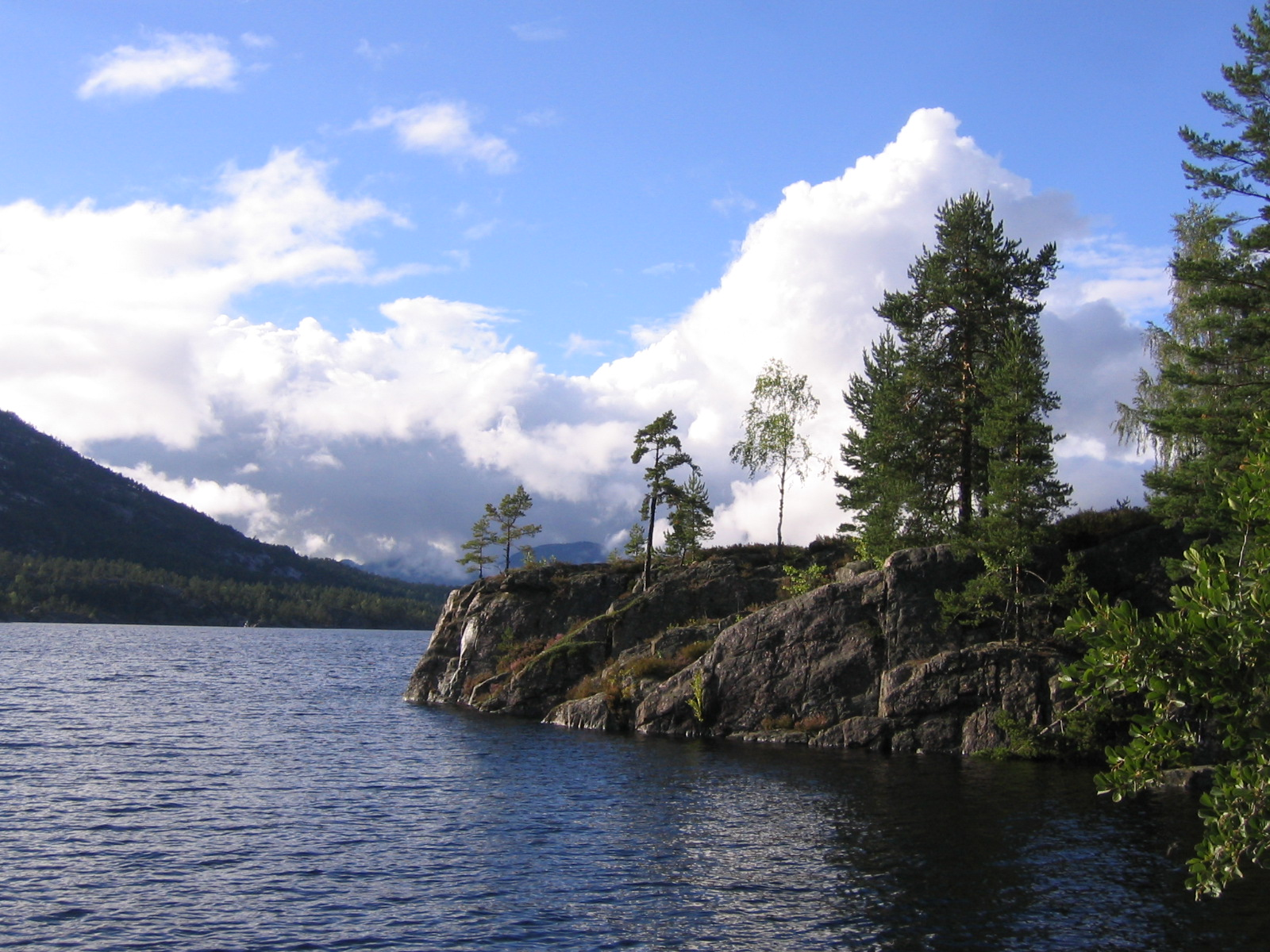
Nisser

In Telemark loopt de weg door de gemeenten Nissedal en Kviteseid. De weg eindigt bij het dorp Brunkeberg waar Riksvei 41 aansluit op de E134, een E-weg die volledig binnen Noorwegen loopt van Drammen naar Haugesund.
In de gemeente Nissedal loopt de weg langs de oostoever van het meer Nisser. Vlak voordat het meer wordt bereikt passeert de weg het begin van Fylkesvei 355 die de gemeente Fyresdal ontsluit. Halverwege het meer is er de mogelijkheid om met een veerboot naar de westoever te varen.
In de gemeente Kviteseid kruist de weg bij het dorp Vrådal Fylkesvei 38, de weg van Kragerø aan de kust, naar Åmot in de gemeente Vinje. Na Vrådal verlaat de weg het meer en gaat dan de bergen in. De weg loopt door het dorp Kviteseid om daarna weer af te dalen naar de aansluiting bij Brunkeberg.

## Bezienswaardigheden

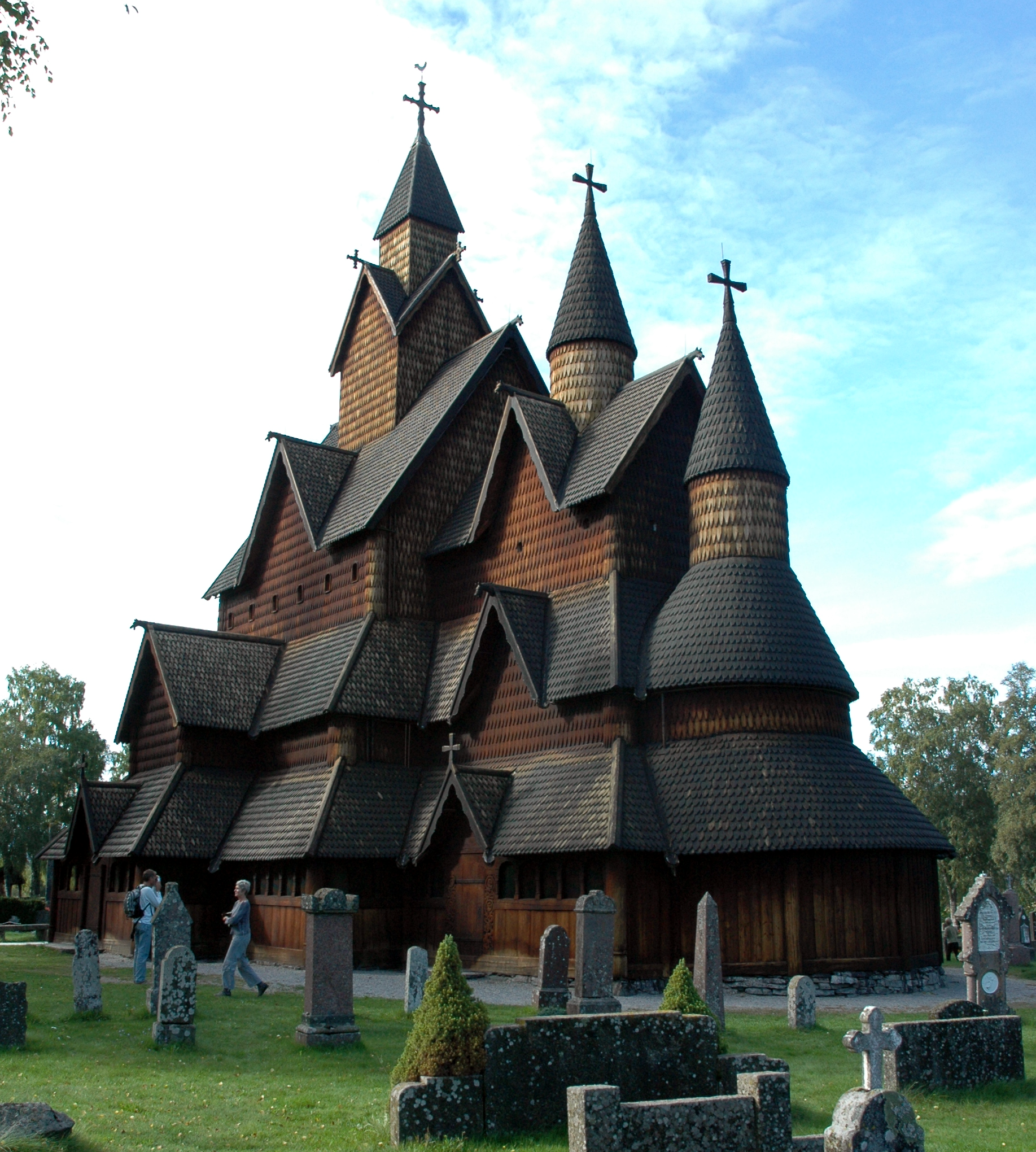
De staafkerk van Heddal

Telemarksvegen geldt als toeristisch alternatief voor de route via de E18 vanaf Kristiansand. Naast het landschap dat vanaf Kristiansand steeds stiller wordt zijn er een aantal bezienswaardigheden langs de weg. In Tveit staat een stenen kerkje uit de 11e eeuw. Aan het eind van de weg, langs de E134 bij Heddal staat de grootste staafkerk van Noorwegen.